# Saint-Antoine-du-Queyret
Saint-Antoine-du-Queyret is een gemeente in het Franse departement Gironde (regio Nouvelle-Aquitaine) en telt 90 inwoners (2009). De plaats maakt deel uit van het arrondissement Langon.

## Geografie
De oppervlakte van Saint-Antoine-du-Queyret bedraagt 7,1 km², de bevolkingsdichtheid is dus 12,7 inwoners per km².
De onderstaande kaart toont de ligging van Saint-Antoine-du-Queyret met de belangrijkste infrastructuur en aangrenzende gemeenten.

## Demografie
Onderstaande figuur toont het verloop van het inwonertal (bron: INSEE-tellingen).